# Willem Hofhuizen

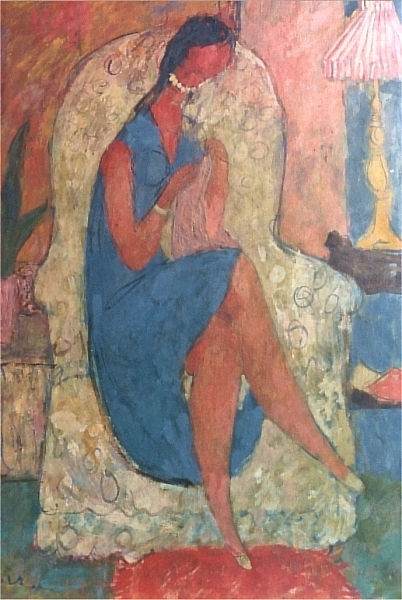
Het raadsel vrouw (1964). De vrouw stelt zijn ex-vrouw Jos Hagemeijer voor, maar heeft geen gezicht gekregen

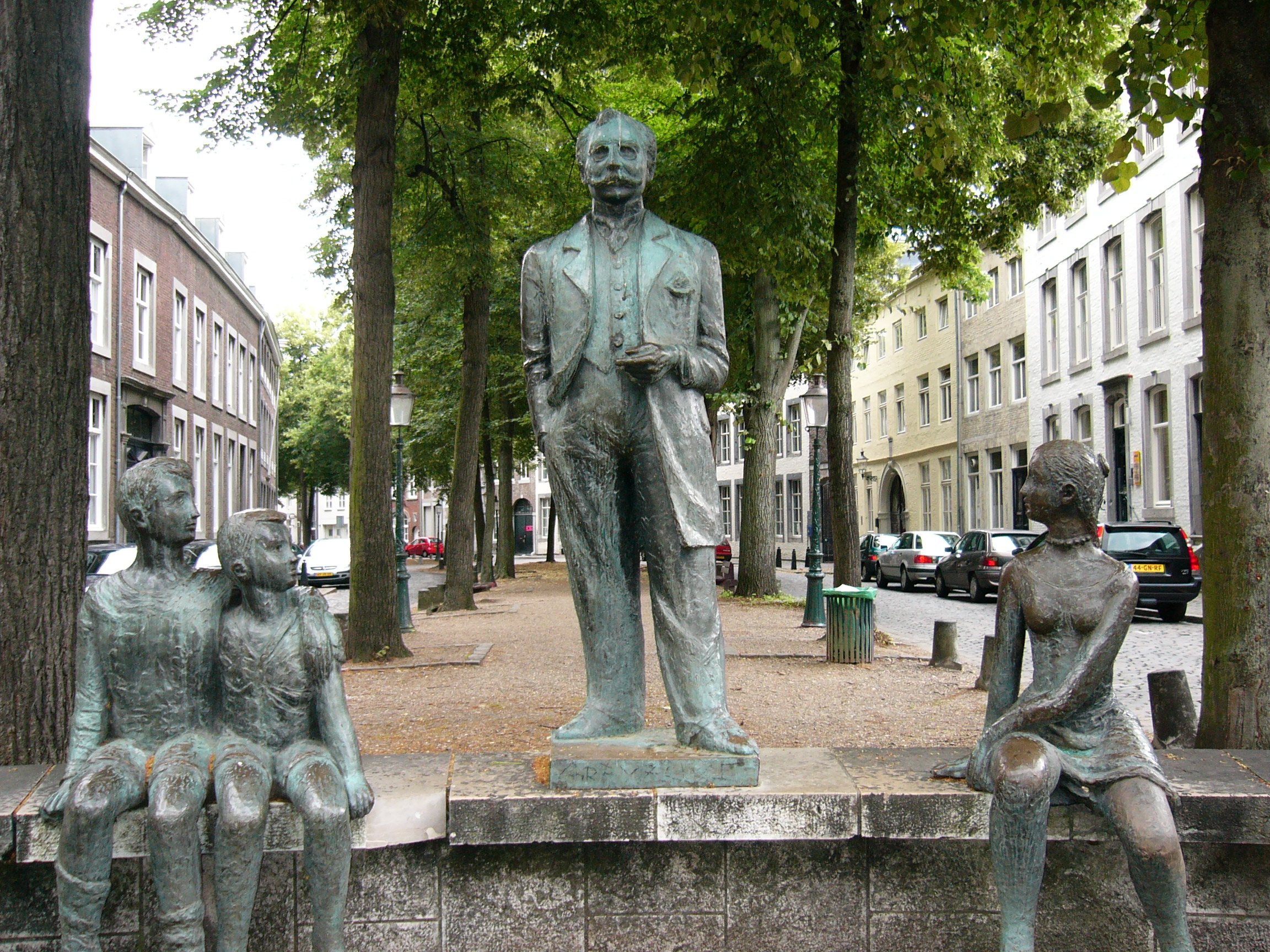
Olterdissens werk (1961), Grote Looiersstraat, Maastricht

Willem Hofhuizen (Amsterdam, 27 juli 1915 – Maastricht, 23 december 1986) was een Nederlandse expressionistisch schilder en beeldhouwer.

## Leven en werk
Wilhelmus Joannes Maria (Willem) Hofhuizen kreeg zijn opleiding voor monumentale kunst aan de Rijksakademie voor Beeldende Kunsten te Amsterdam,  onder leiding van de professoren Johannes Hendricus Jurres en Heinrich Campendonk. Als een van de weinigen kreeg hij daar een loge toebedeeld. Zoals het hoorde werden logehouders voorgedragen voor de Prix de Rome, die hij in 1947 nipt moest laten gaan naar Marius de Leeuw. Hij maakte studiereizen naar Egypte, Italië, Spanje, Portugal en Frankrijk, waar hij ongeveer een jaar in Parijs verbleef. In 1945 huwde hij met beeldend kunstenares Jos Hagemeijer (1920-1991). Het huwelijk hield stand tot 1956.
Hij was de schepper van de beeldengroepen Levensvreugde ("kinderbijslag" in de volksmond) en Olterdissens werk aan de Grote Looiersstraat te Maastricht. Zijn totale oeuvre omvat olieverven, gouaches, tempera's, tekeningen, boekillustraties (waarvan in 1955 de Diksjenaer van 't Mestreechs door Endepols en in 1960 Les Folies Maestrichtoises, á la manière de François Couperin dans ses ‘Les Folies Françaises’ ou ‘Les Dominos' van Pierre Kemp het belangrijkste zijn), glasramen (Asten, Noord-Brabant R.K. Kerk Maria Presentatie; Houten, Utrecht, R.K. Kerk OLV ten Hemelopneming), fresco's (Maastricht, stadhuis, overgeplaatst door de Gentse restaurateur Hugo VandenBorre naar het huidige Mosae Forum in 2007, en de toenmalige specialistenpoli Kesselskade), sgraffito's (Brunssum, Cuijk), portretten en sculpturen. 
Hij kreeg vooral bekendheid door zijn typische 'Hofhuizen-vrouwen' in zijn schilderijen, waarbij hij een soort apollinische benadering had van het expressionisme. Uiteindelijk zijn de schilderijen van Willem Hofhuizen een weerspiegeling van zijn belevingswereld, waar de mens (de vrouw) de belangrijkste rol in speelt. Op veel van zijn schilderijen kijkt hij over de schouders van anderen mee met een tevreden blik. Het is zijn wereld die hij in beeld brengt op een typisch eigen manier, waarin de transparantie van materialen een grote rol speelt.
Zijn werken zijn o.a. tentoongesteld geweest in Maastricht, Scheveningen, Amsterdam, Bonn, Parijs, Barcelona, Rome en Tokio.
Willem Hofhuizen stierf op 71-jarige leeftijd te Maastricht.